# Jánkmajtis
Jánkmajtis là một thị trấn thuộc hạt Szabolcs-Szatmár-Bereg, Hungary. Thị trấn này có diện tích 25,03 km², dân số năm 2010 là 1681 người, mật độ 67 người/km².